# Ramón de Montaner Vila
Ramón de Montaner Vila (Canet de Mar, 1832 – Barcelona, 16 de junio de 1921) fue un empresario y editor español. 

## Biografía
Estuvo casado con Florentina Malató Surinyach. En sus inicios participó en la casa editorial La Maravilla; Unos años más tarde fue uno de los fundadores de la editorial Montaner y Simón, junto a Francisco Simón Font, empresa que se convertiría a comienzos del siglo XX en «la editorial más importante de todo el estado español». La editorial, que publicó su primer título en 1868, fue responsable del Diccionario enciclopédico hispano-americano de literatura, ciencias y artes.
Ramón de Montaner ha sido adscrito a una ideología catalanista, que con el paso del tiempo viraría a un monarquismo autonomista; el empresario recibió en 1909 de manos del rey Alfonso XIII el título de conde del Valle de Canet. En el ámbito personal era un arqueólogo aficionado y tenía una colección de antigüedades en su vivienda.